# Epicrionops
Epicrionops és un gènere d'amfibis gimnofions de la família Rhinatrematidae, els quals habiten a Perú, l'Equador, Colòmbia, Guyana, l'àrea fronterera de Veneçuela i possiblement, a la Bolívia septentrional.

## Taxonomia
A desembre de 2021, el gènere conté set espècies diferents:
- Epicrionops bicolor (Boulenger, 1883)
- Epicrionops columbianus (Rendahl & Vestergren, 1939)
- Epicrionops lativittatus (Taylor, 1968)
- Epicrionops marmoratus (Taylor, 1968)
- Epicrionops parkeri (Dunn, 1942)
- Epicrionops peruvianus (Boulenger, 1902)
- Epicrionops petersi (Taylor, 1968)